# Madeleine Chartrand
Pour les articles homonymes, voir Chartrand.
Madeleine Chartrand, née le 21 avril 1953, est une chanteuse et actrice canadienne québécoise.
Elle est connue pour son interprétation de la chanson Ani couni chaouani en 1973,.

## Biographie
Madeleine Chartrand est fille des syndicalistes Michel Chartrand et Simonne Monet-Chartrand . 
Elle fait partie des 330 opposants arrêtés en octobre 1970 (crise d'Octobre) lors de la mise en place de la loi sur les mesures de guerre. Son nom est gravé sur le monument commémoratif aux prisonniers d'opinion d'Octobre 70 conçu par Germain Bataille.
Madeleine Chartrand a habité à Richelieu, au Québec et réside actuellement à Zurich en Suisse[réf. nécessaire].  

## Filmographie partielle

### Au cinéma
- 1974 : Bar Salon : Michèle
- 1976 : L'Eau chaude, l'eau frette : fille de Victor
- 1979 : Éclair au chocolat :
- 1980 : Les Bons Débarras : la fille au bar
- 1981 : Haute Surveillance (Black Mirror) : Auxiliar